# Óblast autónomo serbio de Bosanska Krajina
El óblast autónomo serbio de Bosanska Krajina (serbio: Српска aутономна област Босанска Крајина, romanizado: Srpska autonomna oblast Bosanska Krajina) era un autoproclamado óblast autónomo serbio dentro de la actual Bosnia y Herzegovina . A veces se le llamaba Óblast Autónomo de Krajina, o Región Autónoma de Krajina (RAK). OAS Bosanska Krajina estaba ubicada en la región geográfica denominada Bosanska Krajina. Su capital era Banja Luka. Posteriormente, la región se incluyó en la República Srpska.

## Historia
La SAO Bosanska Krajina se desarrolló en el verano y el otoño de 1991 como preparación para el paso hacia la independencia que estaba dando Bosnia como lo habían hecho Eslovenia y Croacia . El objetivo era que las áreas donde los serbios tuvieran una mayoría o una parte significativa de la población impidieran tal independencia. Los serbios para esto crearon tres distritos autónomos serbios y una región autónoma serbia (siendo OAS Bosanska Krajina la región).
La SAO Bosanska Krajina se creó a partir de la Comunidad (Asociación) de Municipios de Bosanska Krajina, con la excepción de que en un principio no incluía la región conocida como Cazinska Krajina o municipio de Prijedor . Otras situaciones similares se dieron en otras Asociaciones de Municipios (o Comunidad de Municipios) en Bosnia, que eran un tipo de gobierno creado bajo la Constitución de la República Federativa Socialista de Yugoslavia .
Aproximadamente el 16 de septiembre de 1991, la Asociación de Municipios de Bosanska Krajina se transformó en la Región Autónoma de Krajina (ARK), que pasó a incluir (entre otros) los siguientes municipios: Banja Luka , Bihać - Ripač , Bosanska Dubica , Bosanska Gradiška , Bosanska Krupa , Bosanski Novi , Bosanski Petrovac , Čelinac , Donji Vakuf , Ključ , Kotor Varoš , Prijedor , Prnjavor , Sanski Most , Šipovoy Teslic . El 24 de octubre de 1991 se estableció una Asamblea separada del Pueblo Serbio en Bosnia y Herzegovina, dominada por el Partido Democrático Serbio (SDS). El 9 de enero de 1992, esa Asamblea adoptó una declaración sobre la proclamación de la República Serbia de Bosnia y Herzegovina . El área geográfica que comprende el ARK pasó a formar parte de la proclamada República Serbia de Bosnia y Herzegovina. 
A diferencia de los otros OAS en Bosnia que se formaron durante el verano y el otoño, el SAO Bosanska Krajina se formó oficialmente el 25 de abril de 1991, pero bajo el nombre ARK (Región Autónoma de Krajina, en referencia a Bosanska Krajina). Hubo intentos durante el verano de 1991 de fusionarlo con OAS Krajina . El 12 de septiembre su nombre fue cambiado oficialmente a OAS Bosanska Krajina.